# Белмар (округ Камден, Њу Џерзи)
Белмар (енгл. Bellmawr) град је у америчкој савезној држави Њу Џерзи.

## Демографија
По попису из 2010. године број становника је 11.583, што је 321 (2,9%) становника више него 2000. године.
| Група             | 2000.          | 2010.         |
| Белци             | 10.238 (90,9%) | 9.571 (82,6%) |
| Афроамериканци    | 133 (1,2%)     | 285 (2,5%)    |
| Азијати           | 344 (3,1%)     | 679 (5,9%)    |
| Хиспаноамериканци | 394 (3,5%)     | 890 (7,7%)    |
| Укупно            | 11.262         | 11.583        |